# Крайний Север (газета)
«Крайний Север» — старейшая газета Чукотского АО. Издаётся с 28 октября 1933 г. До 1993 года называлась «Советская Чукотка». Тираж — 6 тыс. экземпляров; выходит раз в неделю. Имеет приложение на чукотском языке «Мургин Нутэнут» (с июня 2009 года имеет онлайн версию).

## Приложения
Выходит ведомственное приложение «Ведомости». Под эгидой издания выпускаются районные газеты:
- «Полярная Звезда» (Чаунский район)
- «Залив Креста» (Иультинский район)
- «Золотая Чукотка» (Билибинский район)

## Стоимость
В соответствии с постановлением Правительства Чукотского АО отпускные цены на газету «Крайний Север» в населенных пунктах Чукотки на 2013 год останутся на уровне прошлых лет — 15 руб в розницу, подписка на месяц для индивидуальных подписчиков составит 40 рублей, для организаций всех форм собственности — 210 рублей. При этом экономически обоснованная стоимость одного экземпляра составляет 184 рубля, разница компенсируется предоставлением субсидии из окружного бюджета.

## Корреспонденты
В разное время в газете работали корреспондентами писатели Юрий Рытхэу, Борис Борин.